# Batac
Batac is een stad in de Filipijnse provincie Ilocos Norte op het eiland Luzon. Bij de laatste census in 2010 telde de stad bijna 54 duizend inwoners.

## Geschiedenis
Op 24 maart 2007 werd de wet aangenomen die de gemeente Batac in een stad omvormde. Op 23 juni 2007 werd dit middels een volksraadpleging bekrachtigd. Deze omvorming tot stad werd twee jaar later, door een beslissing van het Filipijns hooggerechtshof op 21 mei 2009, als ongrondwettelijk bestempeld en weer ongedaan gemaakt. Eind 2009 kwam het hooggerechtshof echter weer terug op deze beslissing naar aanleiding van het ingediende bewaarschrift.

## Geografie

### Bestuurlijke indeling
Batac is onderverdeeld in de volgende 43 barangays:
| - Ablan Pob. - Acosta Pob. - Aglipay - Baay - Baligat - Bungon - Baoa East - Baoa West - Barani - Ben-agan - Bil-loca - Biningan - Callaguip - Camandingan - Camguidan | - Cangrunaan - Capacuan - Caunayan - Valdez Pob. - Colo - Pimentel - Dariwdiw - Lacub - Mabaleng - Magnuang - Maipalig - Nagbacalan - Naguirangan - Ricarte Pob. | - Palongpong - Palpalicong - Parangopong - Payao - Quiling Norte - Quiling Sur - Quiom - Rayuray - San Julian - San Mateo - San Pedro - Suabit - Sumader - Tabug |

## Demografie
Batac had bij de census van 2010 een inwoneraantal van 53.542 mensen. Dit waren 2.867 mensen (5,7%) meer dan bij de vorige census van 2007. Ten opzichte van de census van 2000 was het aantal inwoners gegroeid met 5.860 mensen (12,3%). De gemiddelde jaarlijkse groei in die periode kwam daarmee uit op 1,17%, hetgeen lager was dan het landelijk jaarlijks gemiddelde over deze periode (1,90%).

De bevolkingsdichtheid van Batac was ten tijde van de laatste census, met 53.542 inwoners op 161,06 km², 332,4 mensen per km².

## Geboren in Batac
- Gregorio Aglipay (1860-1940), oprichter Philippine Independent Church;
- Simeon Valdez (1915-2010), topfunctionaris en afgevaardigde;
- Rodolfo Biazon (1935-2023), politicus.

Adams · Bacarra · Badoc · Bangui · Banna · Batac · Burgos · Carasi · Currimao · Dingras · Dumalneg · Laoag · Marcos · Nueva Era · Pagudpud · Paoay · Pasuquin · Piddig · Pinili · San Nicolas · Sarrat · Solsona · Vintar